# Metaphycus
Metaphycus  (лат.) — род мелких паразитических халцидоидных наездников из семейства Encyrtidae. Около 200 видов. В Европе более 50 видов.

## Описание
Длина около 1 мм. Жвалы 3-зубые. Тело матовое, без металлического блеска. Жгутик усика 6-члениковый. Передние крылья незатемнённые. Вершина щитика груди без пучка волосков. Основной членик усика уплощённый, расширенный. Паразиты ложнощитовок (Coccidae), войлочников (Eriococcidae), щитовок (Diaspididae), парножелезистых червецов (Asterolecaniidae) и лаконосных червецов (Kerriidae) из группы равнокрылых насекомых (Homoptera: Coccoidea).

## Систематика
Около 200 видов. Род был впервые выделен в 1917 году как монотипный на основе вида Aphycus zebratus (ныне Metaphycus zebratus (Mercet, 1917).
- Metaphycus alami Tachikawa, 1968
- Metaphycus alberti (Howard, 1898)
- Metaphycus aligherini (Girault, 1932)
- Metaphycus annasor Guerrieri & Noyes, 2000
- Metaphycus anneckei Guerrieri & Noyes, 2000
- Metaphycus argenteus (Girault, 1936)
- Metaphycus artinix  Guerrieri & Noyes, 2000
- Metaphycus asterolecanii  (Mercet, 1923)
- Metaphycus ater  (Mercet, 1925)
- Metaphycus atriphragma  (Girault, 1936)
- Metaphycus aurantiacus  Annecke & Mynhardt, 1981
- Metaphycus babas  Guerrieri & Noyes, 2000
- Metaphycus bicinctitibiae  (Girault, 1932)
- Metaphycus botanicus  (Mercet, 1921)
- Metaphycus bowensis  (Girault, 1932)
- Metaphycus brachypterus  (Mercet, 1926)
- Metaphycus buderimi  (Girault, 1936)
- Metaphycus bulgariensis  Sugonjaev, 1976
- Metaphycus castaneus  (Mercet, 1921)
- Metaphycus chermis  (Fonscolombe, 1832)
- Metaphycus delos  Guerrieri & Noyes, 2000
- Metaphycus delucchii  Viggiani, 1990
- Metaphycus dispar  (Mercet, 1925)
- Metaphycus ecares  Guerrieri & Noyes, 2000
- Metaphycus edor  Guerrieri & Noyes, 2000
- Metaphycus flavovarius  (Mercet, 1921)
- Metaphycus flavus  (Howard, 1881)
- Metaphycus galbus  Annecke, 1964
- Metaphycus garmon  Guerrieri & Noyes, 2000
- Metaphycus gennaroi  Guerrieri & Noyes, 2000
- Metaphycus hageni  Daane & Caltagirone, 1999
- Metaphycus hanstediensis  Bakkendorf, 1965
- Metaphycus helvolus  (Compere, 1926)
- Metaphycus hirtipennis  (Mercet, 1921)
- Metaphycus hispanicus  (Mercet, 1921)
- Metaphycus hubai  Hoffer, 1969
- Metaphycus ibericus  (Mercet, 1921)
- Metaphycus insidiosus  (Mercet, 1921)
- Metaphycus inviscus  Compere, 1940
- Metaphycus iohneumon  (Girault, 1936)
- Metaphycus keatsi  (Girault, 1932)
- Metaphycus kozari  Sugonjaev, 1975
- Metaphycus lounsburyi  (Howard, 1898)
- Metaphycus luteolus  (Timberlake, 1916)
- Metaphycus maculipennis  (Timberlake, 1916)
- Metaphycus melanostomatus  (Timberlake, 1916)
- Metaphycus memnonius  Compere, 1940
- Metaphycus nadius  (Walker, 1838)
- Metaphycus nigrivarius  (Girault, 1929)
- Metaphycus nitens  (Kurdjumov, 1912)
- Metaphycus orientalis  (Compere, 1924)
- Metaphycus zebratus (Mercet, 1917) (=Aphycus zebratus)typus
- Другие виды